# Доробратово
Доробра́тово (укр. Доробратово) — село в Мукачевской городской общине Мукачевского района Закарпатской области Украины.
Расположено на юго-западных склонах горной гряды Гат, в 18 км от районного центра и в 20 км от железнодорожной станции Мукачево.

## История
Первые упоминания о Доробратове выявлены в письменных источниках 1378 г.
В июле 1995 года Кабинет министров Украины утвердил решение о приватизации находившегося здесь совхоза.
Население по переписи 2001 года составляло 2038 человек.